# Dentlein am Forst
Dentlein am Forst (eller Dentlein a.Forst) er en købstad i Landkreis Ansbach i Regierungsbezirk Mittelfranken i den tyske delstat Bayern, og administrationsby for Verwaltungsgemeinschaft Dentlein am Forst.

## Geografi
Byen ligger cirka 8 km øst for Feuchtwangen i et skovrigt område. De talrige bække der har deres udspring i området løber via floderne Wörnitz og Altmühl til Donau. Nabokommuner er (med uret, fra nord): Feuchtwangen, Dürrwangen, Langfurth, Burk og Wieseth.

### Inddeling
Dentlein a.Forst består af 11 bydele og landsbyer:
| - Angermühle - Erlmühle - Fetschendorf - Großohrenbronn | - Kaierberg - Kleinohrenbronn - Leichsenhof - Obermosbach | - Ölmühle - Schwaighausen - Zinselhof |

## Seværdigheder
- St. Ursula kirke i Dentlein am Forst
- Zirkelkapel (Cyriacus-Kapelle) ved Schwaighausen